# Georg VI. (Vereinigtes Königreich)

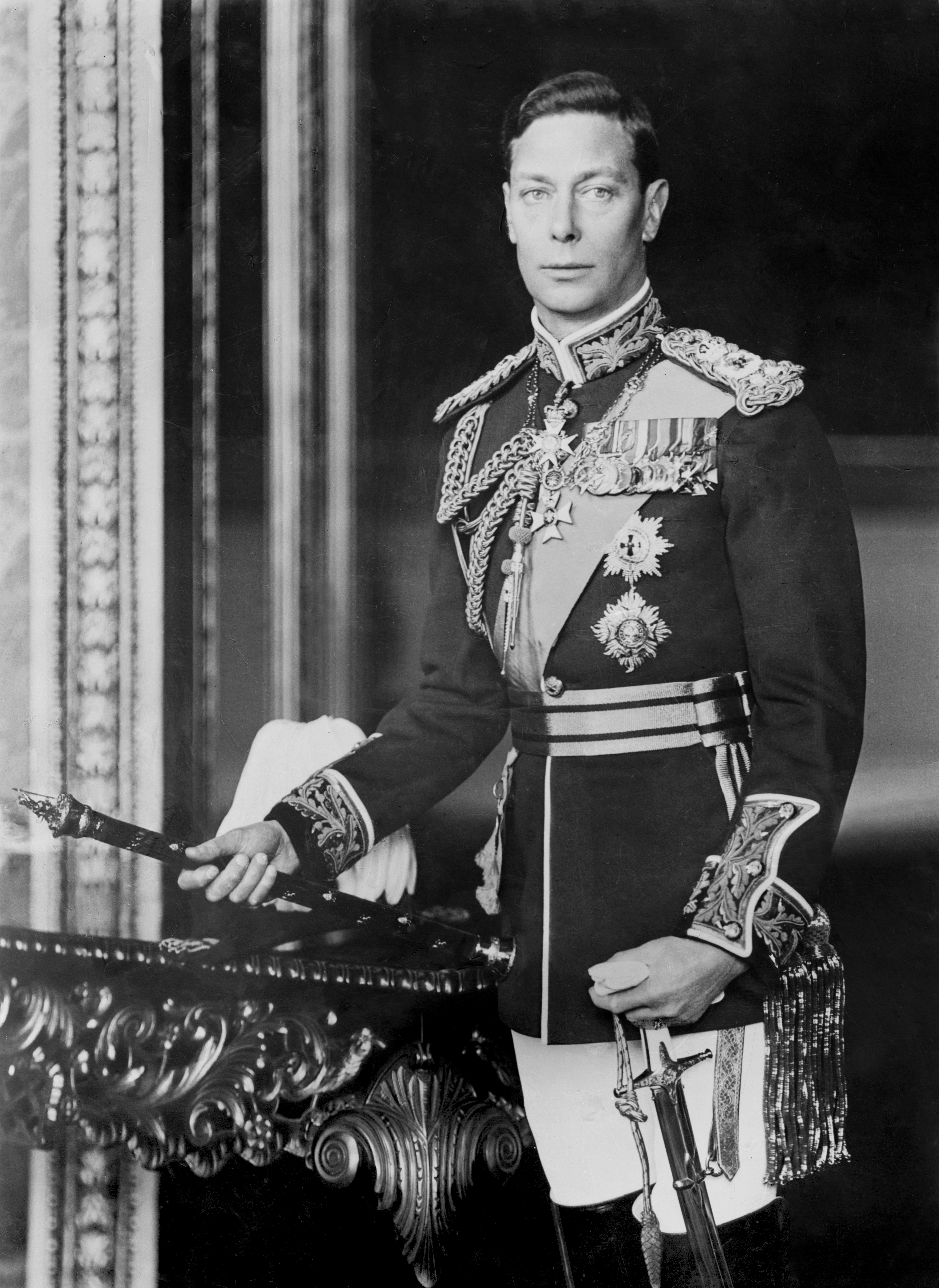
Georg VI. (offizielles Hofporträt um 1940)

Georg VI. (englisch George VI, auch Georg VI. der Gute oder George VI the Good), gebürtig Prince Albert Frederick Arthur George of York (* 14. Dezember 1895 in York Cottage, Sandringham, Norfolk; † 6. Februar 1952 in Sandringham House, ebenda) aus dem Haus Windsor (bis 1917 Haus Sachsen-Coburg und Gotha) war vom 11. Dezember 1936 bis zu seinem Tod König des Vereinigten Königreichs Großbritannien und Nordirland und der Dominions, Oberhaupt des British Commonwealth of Nations sowie bis 1947 letzter Kaiser von Indien. Er war der Vater von Königin Elisabeth II., die ihm von 1952 bis 2022 nachfolgte, und Großvater von König Charles III.

## Leben

### Herkunft und Jugend

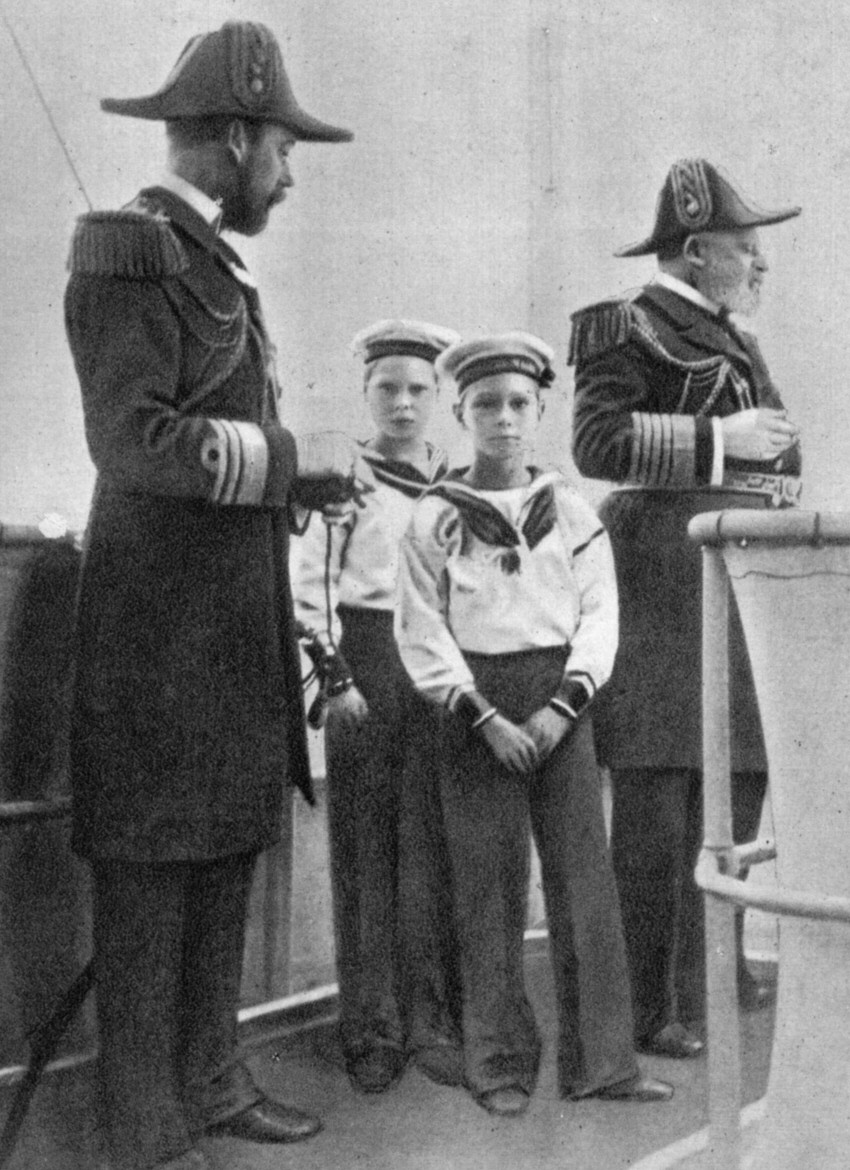
Vier britische Könige – Georg V., Eduard VIII., Georg VI. und Eduard VII. um 1908 (von links)

Der junge Albert of Wales

Prince Albert of York wurde am 14. Dezember 1895 in York Cottage, dem väterlichen Anwesen auf dem königlichen Landsitz Sandringham (Grafschaft Norfolk), geboren. Er war der zweite Sohn des Prinzen Georg, Duke of York und dessen Gemahlin Prinzessin Maria von Teck. Albert hatte insgesamt fünf Geschwister:
- Edward, genannt David, Prince of Wales (* 23. Juni 1894; † 28. Mai 1972), als Eduard VIII. 1936 König, nach seiner Abdankung Duke of Windsor
- Mary, Princess Royal (* 25. April 1897; † 28. März 1965)
- Henry, Duke of Gloucester (* 31. März 1900; † 10. Juni 1974)
- George, Duke of Kent (* 20. Dezember 1902; † 25. August 1942)
- Prince John (* 12. Juli 1905; † 18. Januar 1919)

Väterlicherseits war er ein Urenkel der regierenden britischen Königin Victoria und stand am Tage seiner Geburt hinter seinem Großvater Albert Eduard, dem Vater und dem älteren Bruder Eduard an vierter Stelle der Thronfolge. Seinen Vornamen Albert erhielt er in Gedenken an seinen Urgroßvater Prinz Albert (dem Ehemann Queen Victorias), da er an dessen 34. Todestag geboren worden war. 1898 verlieh Königin Victoria den Nachkommen des Duke of York die Anrede „Königliche Hoheit“ (Royal Highness) und erließ die entsprechenden Letters Patent.
„Bertie“, wie er in Familienkreisen liebevoll genannt wurde, war ein scheuer, zurückhaltender Junge, der ständig mit seiner schwachen Gesundheit zu kämpfen hatte. Gemeinsam mit seinen drei Brüdern erhielt er eine strenge viktorianische Erziehung, die sich durch Drill, Härte und Disziplin auszeichnete. Verantwortlich dafür waren Kindermädchen, Gouvernanten und Hauslehrer, in deren Hände der Duke und die Duchess of York die Erziehung ihrer Kinder gelegt hatten. Die Mutter gab sich nur sehr selten mit ihren Kindern ab, während Prinz Georg nach der Maxime handelte, seine Söhne sollten regelrecht Angst vor ihm haben, so wie er sich einst vor seinem eigenen Vater gefürchtet hatte. Bedingt durch die extrem strengen Erziehungsmethoden des Dienstpersonals (z. B. wurde Albert zum Rechtshänder umerzogen, obwohl er geborener Linkshänder war) und durch die Tatsache, dass er stotterte, verlebte der sensible Prinz eine größtenteils unglückliche Kindheit. Das Stottern begleitete ihn zeit seines Lebens. Die Umstände der Kindheitsjahre schweißten Bertie mit seinem älteren Bruder Eduard (David) eng zusammen und die beiden entwickelten ein sehr enges Verhältnis.
Nach dem Tod Victorias (1901) und des Großvaters Eduard VII. (1910) bestieg Alberts Vater am 6. Mai 1910 als Georg V. den britischen Thron. Eduard wurde im selben Jahr zum Prince of Wales ernannt und war damit offiziell Thronfolger. Für den schüchternen Albert schien zu diesem frühen Zeitpunkt klar, dass er selbst niemals König werden wollte und würde.

### Vor der Thronbesteigung

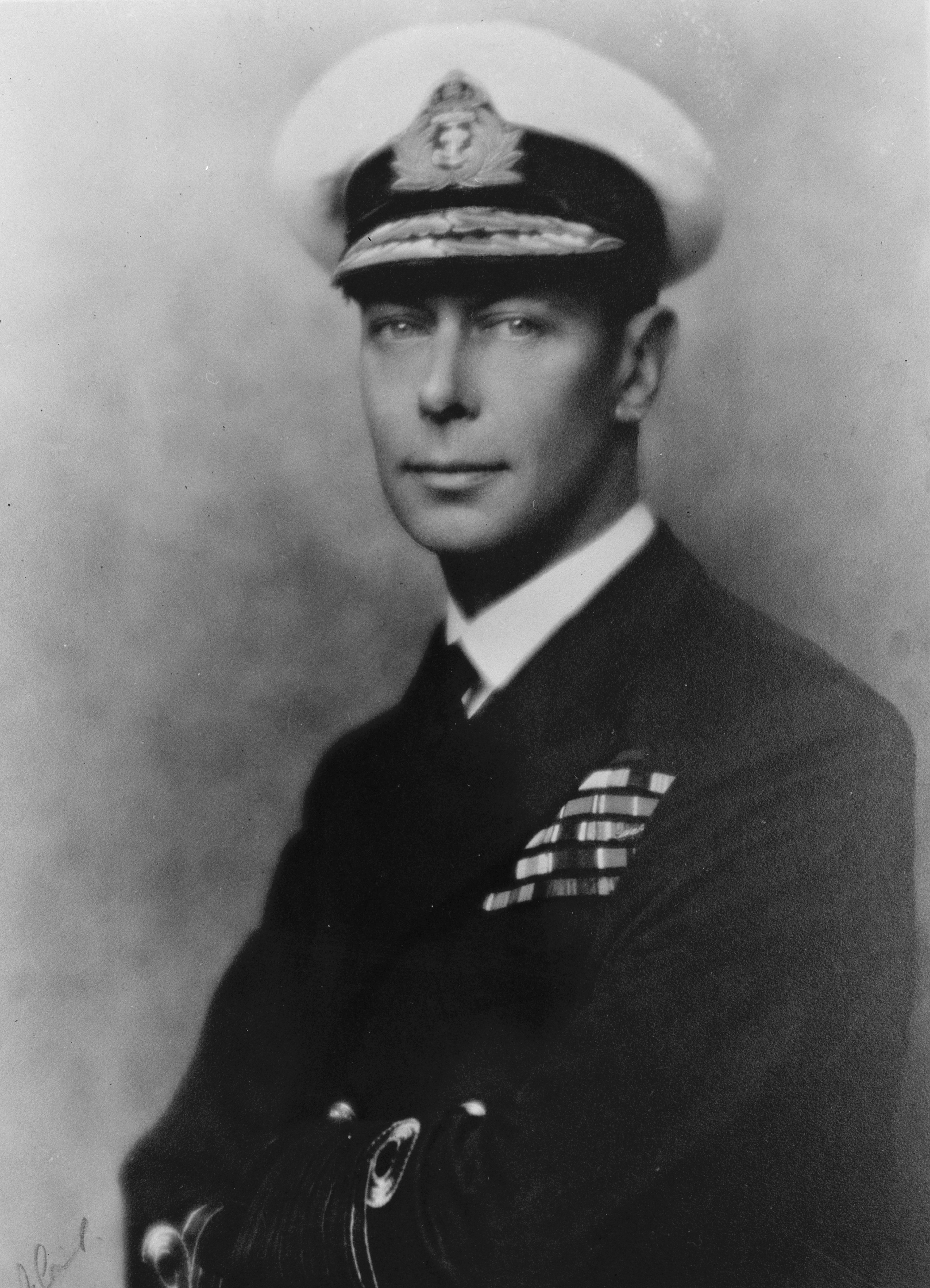
Prinz Albert als Marineoffizier

1909 trat der dreizehnjährige Albert als Seekadett in die Royal Navy ein und besuchte zunächst das Royal Naval College in Osborne (Isle of Wight) sowie ab 1911 das Britannia Royal Naval College in Dartmouth. Der Prinz, der mit seinen Geschwistern in der sozialen Isolation königlicher Residenzen aufgewachsen war, kam nun erstmals mit anderen Gleichaltrigen in Kontakt. Nach dem Abschluss der theoretischen Ausbildung diente Albert die ersten sechs Monate des Jahres 1913 auf dem Kadettenschulschiff Cumberland und bereiste die Karibik sowie die kanadische Ostküste. Im September 1913 wurde er dem Schlachtschiff Collingwood zugeteilt, das im Mittelmeer stationiert war.
Nach Ausbruch des Ersten Weltkriegs wurde die HMS Collingwood als Teil der Grand Fleet mit der Verteidigung der Britischen Inseln beauftragt, allerdings mit der Auflage, dass Prinz Albert keiner direkten Gefahr für Leib oder Leben ausgesetzt werden dürfe. Seiner eingeschränkten Verwendungsmöglichkeit zum Trotz nahm er im Sommer 1916 als Beobachter an der Seeschlacht im Skagerrak (31. Mai/1. Juni) teil und wurde ausgezeichnet (Mentioned in dispatches). Während des Krieges litt er weiterhin unter seiner anfälligen Gesundheit und Albert musste sich wegen chronischer Darmbeschwerden im November 1917 einer Operation unterziehen, weshalb er keine weiteren Kriegshandlungen mehr aus nächster Nähe beobachten konnte. Auf eigenen Wunsch wurde er nach seiner Genesung im Februar 1918 dem neu aufgestellten Royal Naval Air Service zugeteilt und nach der Gründung der Royal Air Force als eigenständiger Teilstreitkraft von ihr übernommen. Bis zum August 1918 diente er der „Squadron of The Boy's Wings“ in Cranwell, wo er als erstes Mitglied der Königsfamilie eine Pilotenausbildung absolvierte und damit eine Tradition begründete, welche die Windsor-Prinzen bis heute fortführen. Die letzten Kriegswochen bis zum November 1918 verbrachte Albert als Generalstabsoffizier im Hauptquartier der Royal Air Force im französischen Nancy.
Im Oktober 1919 verabschiedete sich Albert aus dem aktiven Militärdienst, um am Trinity College der University of Cambridge Geschichte, Wirtschaftswissenschaften und Staatslehre zu studieren. Während seiner Studienzeit wurde er Mitglied im Bund der Freimaurer (Navy Lodge, No. 2612). Am 4. Juni 1920 verlieh ihm sein Vater den Titel Duke of York, der traditionell dem zweitgeborenen Sohn des britischen Königs zukommt. Einher mit dieser Ernennung ging die Übernahme offizieller Pflichten für die Monarchie. Obwohl Albert sich lieber im Hintergrund hielt und privaten Interessen wie der Jagd, dem Angeln oder dem Tennis nachging, nahm er seine Aufgaben sehr pflichtbewusst und gewissenhaft wahr. Als Präsident der Industrial Welfare Society besuchte der Prinz eine Vielzahl von Kohleminen, Fabrik- und Bahnanlagen und zeigte dabei echtes Interesse an den Arbeitsbedingungen der Arbeiter, was ihm den Spitznamen „Industrial Prince“ einbrachte. Allerdings waren Alberts Auftreten und Habitus weit weniger eindrucksvoll als die seines Bruders Eduard und sein Stottern machte öffentliche Auftritte oder Reden zur Qual. Nach einer desaströsen Abschlussrede vor 100.000 Menschen im Wembley-Stadion anlässlich der British Empire Exhibition (31. Oktober 1925) überredete ihn seine Ehefrau, eine Therapie bei dem unkonventionellen Sprachtherapeuten Lionel Logue zu beginnen. Logue betreute den Duke of York fortan regelmäßig und bereitete ihn auch später als König gezielt auf öffentliche Ansprachen vor. Als Albert 1927 das australische Parlament in Canberra eröffnete, hatte sich seine Sprachfähigkeit merklich verbessert.

### Ehe und Familie

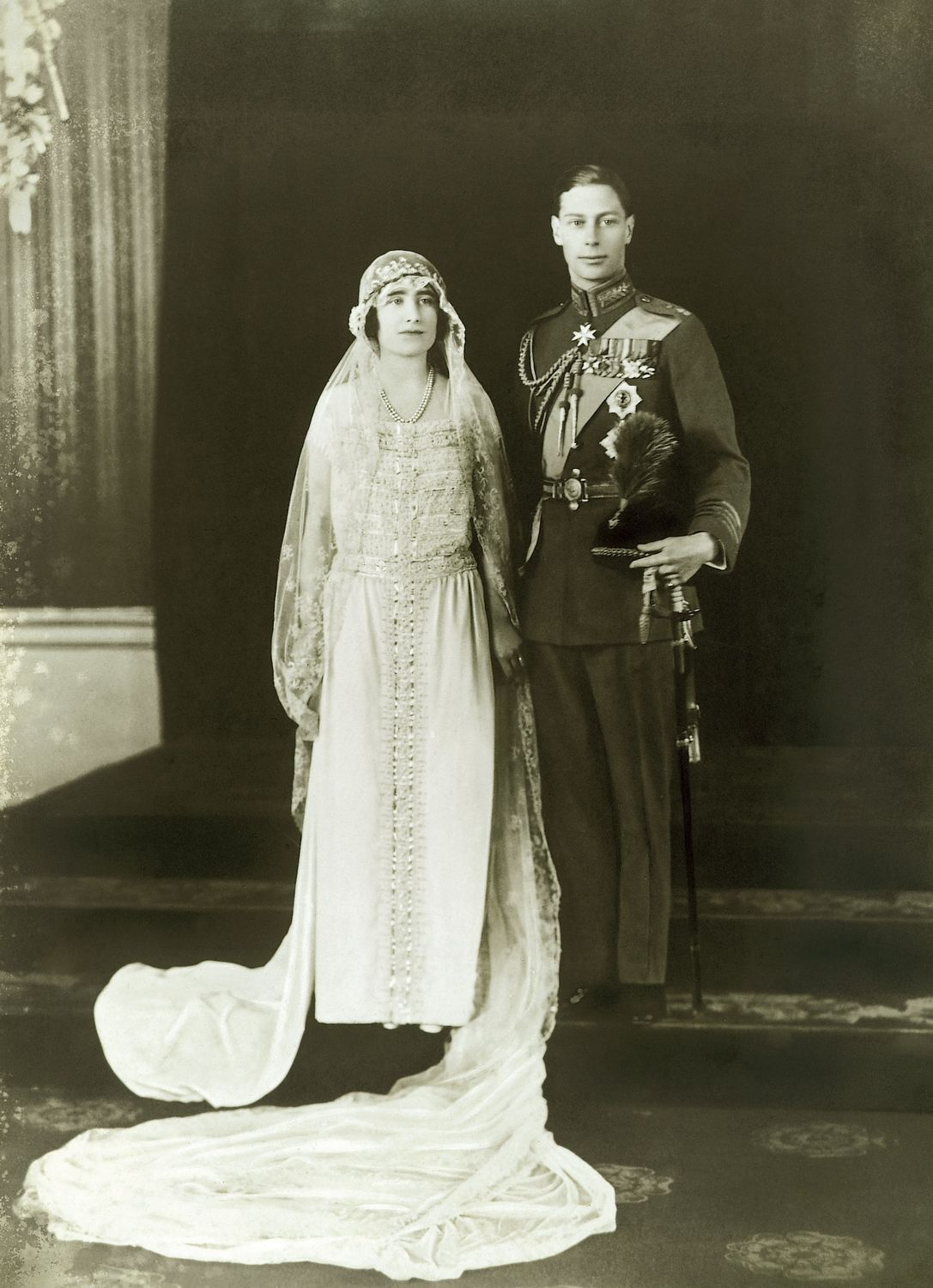
Hochzeitsfoto (1923)

Am 26. April 1923 heiratete Prinz Albert die schottische Adlige Lady Elizabeth Bowes-Lyon, die jüngste Tochter von Claude Bowes-Lyon, 14. Earl of Strathmore and Kinghorne und dessen Ehefrau Cecilia Cavendish-Bentinck, in Westminster Abbey. Das Paar hatte sich 1920 bei einem Ball der höheren Gesellschaft kennengelernt. Zunächst hatte Elizabeth einer Heirat in die Königsfamilie skeptisch gegenübergestanden und den dritten Heiratsantrag erst angenommen, als Albert erklärte, dass er keine andere Frau heiraten werde. Obwohl Lady Elizabeth eine Nachfahrin von König Heinrich VII. (1457 bis 1509) war und der schottischen Aristokratie entstammte, galt sie per Hausgesetz der Windsors als Bürgerliche. Der Ehe entstammen zwei Töchter:
- - Elisabeth Alexandra Mary (* 21. April 1926; † 8. September 2022), 1952 bis 2022 als Elisabeth II. Königin von Großbritannien und Nordirland, ⚭ 1947 Philip, Duke of Edinburgh
  - Prinzessin Margaret Rose, Countess of Snowdon (* 21. August 1930; † 9. Februar 2002), ⚭ 1960–1978 Antony Armstrong-Jones, 1. Earl of Snowdon

### Herrschaftsantritt

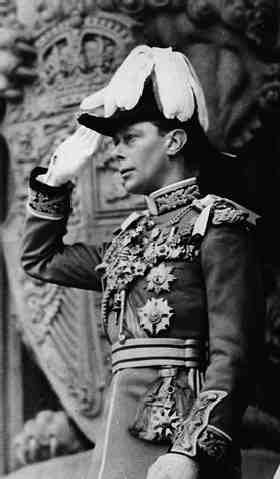
Georg VI. (1939)

Am 20. Januar 1936 starb Georg V., und als ältester Sohn folgte ihm Eduard VIII. nach. Da der ledige Eduard noch ohne Nachkommen war, stieg Albert als Duke of York zum präsumptiven Thronfolger auf. Im Verlauf des Jahres wurde offensichtlich, dass der König  eine Beziehung zu der zweifach geschiedenen Amerikanerin Wallis Simpson pflegte. Als Eduard Premierminister Stanley Baldwin am 16. November 1936 davon in Kenntnis setzte, die bürgerliche Mrs. Simpson heiraten zu wollen, begann sich eine Verfassungskrise abzuzeichnen. Da die britische Regierung und die Regierungen der selbstverwaltenden Dominions der Heirat nicht zustimmten, erschütterte die Krise die britische Monarchie in ihren Grundfesten. Der König war jedoch entschlossen, Wallis Simpson zu seiner Ehefrau zu machen und damit private Bedürfnisse über die Belange der Monarchie zu stellen. Deshalb verzichtete er nach nur elf Monaten Regierungszeit am 11. Dezember 1936 auf die Krone und dankte ab. Mit der Abdankung seines Bruders fiel die Königswürde an Albert. Einen Tag später erschien er vor dem Accession Council im St James’s Palace, der ihn offiziell zum König proklamierte und den Treueid abnahm. Um der Bevölkerung eine gewisse Kontinuität zu vermitteln, und aus einer Geste des Respekts gegenüber seinem Vater wählte Prinz Albert den Titel Georg VI. Sein Bruder verließ nach seiner Abdankung umgehend das Land und ging ins Exil nach Frankreich, wo er Wallis Simpson 1937 heiratete. Georg verlieh seinem Bruder den Titel Duke of Windsor, versagte dessen Frau jedoch die Anrede „königliche Hoheit“.
Georg VI. wurde am 12. Mai 1937 in Westminster Abbey durch den Erzbischof von Canterbury, Cosmo Gordon Lang, mit der Edwardskrone gekrönt (siehe auch Liste der Teilnehmer an der Krönungsprozession 1937). Entgegen der Tradition wohnte seine Mutter, Königin Mary, der Krönung bei, um offen moralische Unterstützung für ihren Sohn zu zeigen. Wegen nationaler Spannungen und Unabhängigkeitsbestrebungen verzichtete Georg auf eine Kaiserkrönung in Britisch-Indien. Zusätzlich hätte eine kostspielige Krönungszeremonie bei einem Durbar (Hoftag) in Delhi den indischen Staatshaushalt belastet.

### Regierungszeit 1936 bis 1952

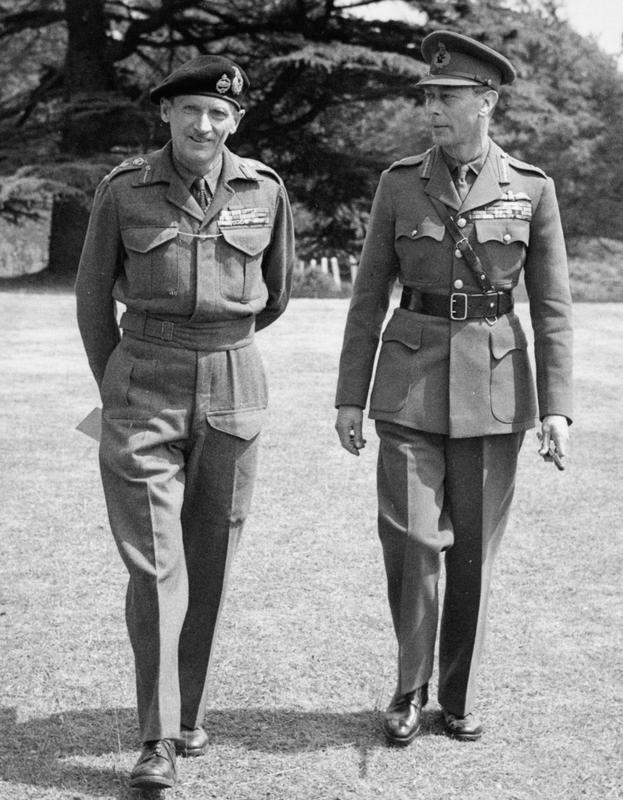
Field Marshal Bernard Montgomery (li.) und Georg VI. (15. Oktober 1944)

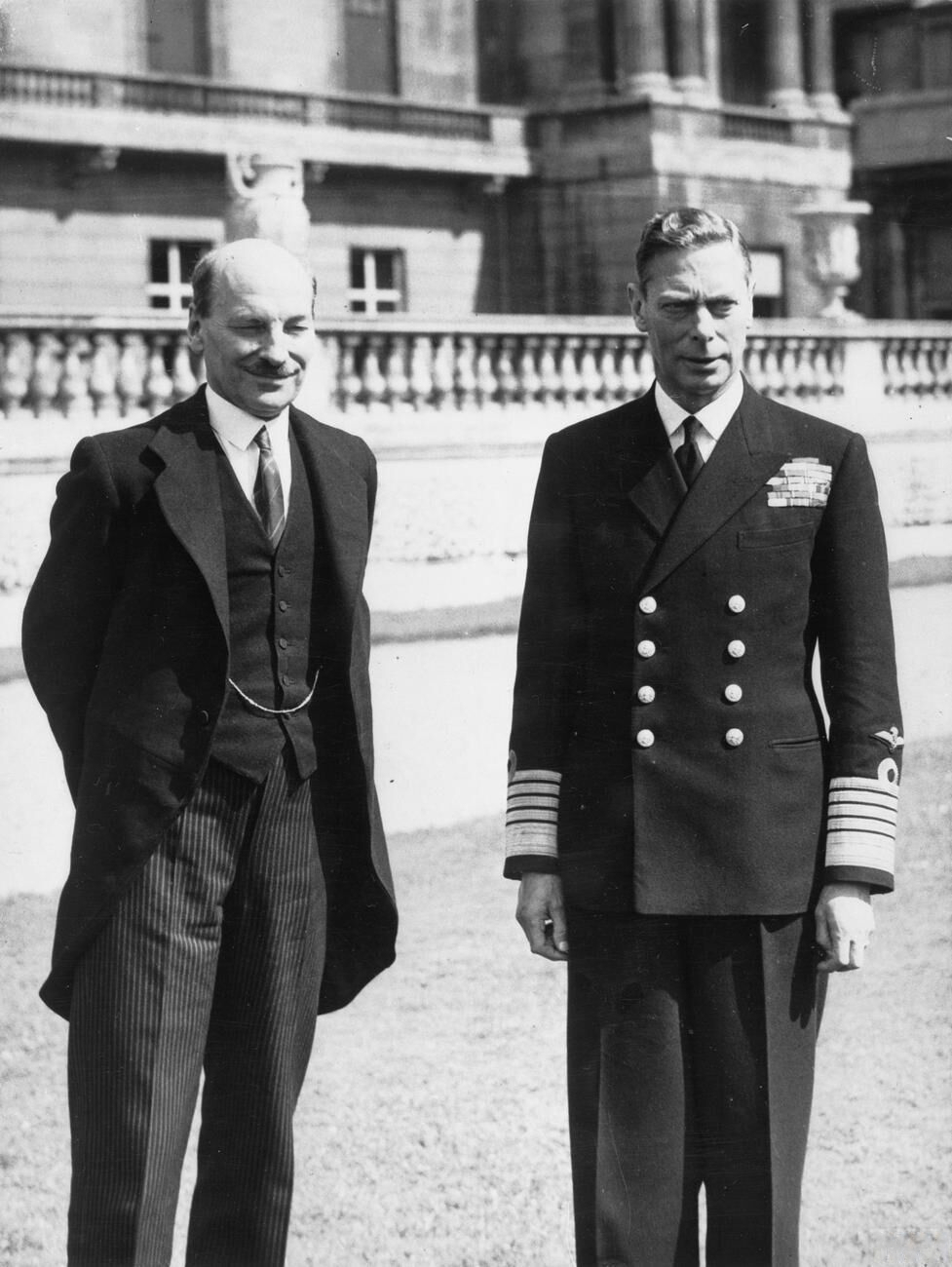
Georg VI. (re.) mit Clement Attlee, 1945

Der Regentschaftsbeginn Georgs VI. war durch politische Krisen gekennzeichnet. Durch die aggressive Außen- und Aufrüstungspolitik des nationalsozialistischen Deutschen Reichs unter Adolf Hitler steuerte Europa auf einen neuen Krieg zu. Daneben war das Ansehen der Monarchie durch die Abdankungskrise schwer beschädigt, auch weil Eduard offen mit dem NS-Regime sympathisierte. Als konstitutioneller Monarch war Georg an die Verfassung des Königreichs gebunden und angehalten, die Appeasement-Politik Neville Chamberlains zu unterstützen, der im Mai 1937 Premierminister geworden war. Nach dem Abschluss des Münchner Abkommens erschien Chamberlain an der Seite des Königspaars auf dem Balkon des Buckingham Palace und ließ sich von der Bevölkerung als Retter des Friedens feiern. Im Mai und Juni 1939 begab sich Georg VI. als erster gekrönter britischer Monarch gemeinsam mit seiner Ehefrau auf eine ausgedehnte Nordamerika-Reise. Gemäß dem Statut von Westminster war er König von Kanada und bestrebt, in dieser Funktion die Bindung zu einem der wichtigsten Dominions zu stärken. In den USA war er bemüht, die Isolationismus-Bestrebungen der Amerikaner zu verringern und sie als Bündnispartner in einem möglichen Konflikt mit dem Deutschen Reich zu gewinnen. Zu diesem Zweck traf er sich mit US-Präsident Franklin D. Roosevelt im Weißen Haus.
Trotz aller Friedensbemühungen scheiterte die Appeasement-Politik der Westmächte, und nach dem deutschen Überfall auf Polen erklärten Frankreich, Großbritannien und die Dominions dem Deutschen Reich am 3. September 1939 den Krieg. In einer viel beachteten Radioansprache via BBC rechtfertigte König Georg gegenüber den Menschen im weltumspannenden Empire den Kriegseintritt.
Aufgrund der sich abzeichnenden militärischen Niederlage der Westmächte in Norwegen wuchs die Kritik an Premierminister Chamberlain, der infolge der Norwegendebatte seinen Rücktritt einreichte. Nachfolger wurde am 10. Mai 1940 Winston Churchill, der eine Allparteienregierung unter Einschluss der Labour Party bildete. Georg hatte zwar Lord Halifax als Regierungschef präferiert, jedoch entwickelte sich nach anfänglicher Bestürzung über die Ernennung Churchills zwischen König und Premierminister ein fast freundschaftliches Verhältnis. Churchill traf sich während des Krieges einmal wöchentlich mit Georg und informierte diesen mit ungeschönten Lageberichten über den Kriegsverlauf. Ebenfalls am 10. Mai begann der Angriff der deutschen Wehrmacht im Westen und innerhalb weniger Wochen musste Frankreich um Waffenstillstand bitten.
Während des Zweiten Weltkriegs teilte die Königsfamilie die Entbehrungen der einfachen Bevölkerung und lebte beispielsweise selbst nur von Lebensmittelrationen. Georg blieb trotz deutscher Bombenangriffe und sogar einer Beschädigung des Buckingham Palace in London. Nach deutschen Luftangriffen (vgl. Luftschlacht um England) besuchten sie betroffene Stadtviertel, spendeten Trost und nahmen intensiv Anteil am Leiden der Zivilbevölkerung und der Soldaten. Dabei blieb die königliche Familie von Verlusten selbst nicht verschont: Im August 1942 kam Prinz Georg, Duke of Kent, ein jüngerer Bruder des Königs, bei einem Flugzeugabsturz ums Leben. Georg war zwar nominell Oberbefehlshaber der Streitkräfte, doch auf das Kriegsgeschehen nahm er keinerlei Einfluss. Vielmehr widmete er sich intensiv seinen Repräsentationspflichten und sprach bei zahlreichen Besuchen in Rüstungsunternehmen den Arbeitern Mut zu. Dazu kamen Truppenbesuche an den Fronten: Frankreich (Dezember 1939), Nordafrika und Malta (Juni 1943), Normandie (Juni 1944), Süditalien (Juli 1944) und die Benelux-Staaten (Oktober 1944). Durch ihren unermüdlichen Einsatz und ihre Entschlossenheit avancierten die Mitglieder der Königlichen Familie zu Symbolfiguren des britischen Widerstands gegen den Faschismus. Als nach der bedingungslosen Kapitulation der deutschen Wehrmacht am 8. Mai 1945 (VE-Day) eine jubelnde Menschenmenge vor dem Buckingham Palace „We want the King!“ skandierte, befand sich Georg VI. auf dem Höhepunkt seiner Popularität. Gemeinsam mit seiner Familie und Winston Churchill ließ er sich auf dem Balkon des Palastes feiern.
Großbritannien ging zwar als Siegermacht aus dem Zweiten Weltkrieg hervor, hatte den militärischen Sieg jedoch teuer erkaufen müssen und durchlebte daher eine ungemein harte Nachkriegszeit. Aufgrund der enormen Kosten drohte der Staatsbankrott, die britische Wirtschaft lag am Boden. Weltpolitisch spielte Großbritannien hinter den neuen Weltmächten USA und Sowjetunion nur noch eine Nebenrolle. Der Krieg hatte die nationalen Unabhängigkeitsbestrebungen in den britischen Dominions und Kolonien beschleunigt, weshalb der neue Premierminister Clement Attlee die Umwandlung des Empire in das Commonwealth of Nations vorantrieb. Am 15. August 1947 wurde Britisch-Indien in die unabhängigen Staaten Indien und Pakistan aufgeteilt, beide Länder blieben aber zunächst dem Commonwealth als Dominions verbunden. Den indischen Kaisertitel legte Georg am 22. Juni 1948 ab und 1949 nahm er den Titel „Head of the Commonwealth“ (etwa: ‚Oberhaupt des Commonwealth‘) an.

### Tod
Georg war zeitlebens Kettenraucher, und bei ihm wurden Lungenkrebs und Arteriosklerose diagnostiziert. Nach einer Arterienoperation am rechten Bein im März 1949 war sein gesundheitlicher Zustand so schlecht, dass er eine geplante Überseereise nach Australien und Neuseeland absagen und Kronprinzessin Elisabeth ihn bei öffentlichen Auftritten immer häufiger vertreten musste. Als der König am 31. Januar 1952, gegen den Rat der Ärzte, Prinzessin Elisabeth und ihren Ehemann auf dem Londoner Flughafen zu einer Rundreise nach Afrika und Australien verabschiedete, war die öffentliche Sorge um den todkranken Georg groß.
König Georg VI. starb im Alter von 56 Jahren an einer arteriellen Thrombose auf seinem Landsitz Sandringham House in Norfolk am frühen Morgen des 6. Februar 1952; sein Diener fand ihn morgens um 7:30 Uhr tot im Bett. Nach seiner Aufbahrung in der St Magdalene Church in Sandringham und der Londoner Westminster Hall wurde er am 15. Februar in der St George’s Chapel von Windsor Castle beigesetzt.
Prinzessin Elisabeth wurde durch den Tod ihres Vaters automatisch Königin und am 2. Juni 1953 gekrönt. Georgs Witwe nahm den Titel Queen Elizabeth the Queen Mother (im Volksmund Queen Mum) an und überlebte ihn um 50 Jahre. Sie starb am 30. März 2002 im Alter von 101 Jahren und wurde an der Seite ihres Ehemannes bestattet.
Nach Georg VI. sind der George-VI-Sund und das George-VI-Schelfeis in der Antarktis benannt, die Benennungen gehen auf den australischen Polarforscher John Rymill zurück.

## Titel und Wappen

Albert, Duke of York
Königliches Wappen
Monogramm Georgs VI.

- 14. Dezember 1895 bis 28. Mai 1898: His Highness Prince Albert of York
- 28. Mai 1898 bis 22. Januar 1901: His Royal Highness Prince Albert of York
- 22. Januar bis 9. November 1901: His Royal Highness Prince Albert of Cornwall and York
- 9. November 1901 bis 6. Mai 1910: His Royal Highness Prince Albert of Wales
- 6. Mai 1910 bis 3. Juni 1920: His Royal Highness The Prince Albert
- 3. Juni 1920 bis 11. Dezember 1936: His Royal Highness The Prince Albert Frederick Arthur George, Duke of York, Earl of Inverness, Baron Killarney
- 11. Dezember 1936 bis 6. Februar 1952: His Majesty George the Sixth, by the Grace of God, of Great Britain, Northern Ireland and the British Dominions beyond the Seas King, Defender of the Faith (Emperor of India nur bis 1947)

## Ahnentafel
| Ahnentafel König Georg VI.  | Ahnentafel König Georg VI.                                                                                    | Ahnentafel König Georg VI.                                                                                       | Ahnentafel König Georg VI. | Ahnentafel König Georg VI.                                                                      | Ahnentafel König Georg VI.                                                                             | Ahnentafel König Georg VI.                                                                             | Ahnentafel König Georg VI. | Ahnentafel König Georg VI.                                                                                          |
| --------------------------- | --- | --- | --- | ----------------------------------------------------------------------------------------------- | --- | --- | --- | --- |
| Ururgroßeltern              | Herzog Ernst I. von Sachsen-Coburg und Gotha (1784–1844) ⚭ 1817 Luise von Sachsen-Gotha-Altenburg (1800–1831) | Edward Augustus, Duke of Kent and Strathearn (1767–1820) ⚭ 1818 Victoire von Sachsen-Coburg-Saalfeld (1786–1861) | Herzog Friedrich Wilhelm von Schleswig-Holstein-Sonderburg-Glücksburg (1785–1831) ⚭ 1810 Luise Karoline von Hessen-Kassel (1789–1867) | Landgraf Wilhelm von Hessen-Kassel (1787–1867) ⚭ 1810 Louise Charlotte von Dänemark (1789–1864) | Herzog Ludwig von Württemberg (1756–1817) ⚭ 1797 Henriette von Nassau-Weilburg (1780–1857)             | Graf László Rhédey von Kis-Rhéde ⚭ Baronin Agnes Inczédy de Nagy-Várad                                 | König Georg III. von Großbritannien und Irland (1738–1820) ⚭ 1761 Prinzessin Sophie Charlotte von Mecklenburg-Strelitz (1744–1818) | Landgraf Friedrich von Hessen-Kassel (1747–1837) ⚭ 1777 Prinzessin Karoline Polyxene von Nassau-Usingen (1762–1823) |
| Urgroßeltern                | Prinz Albert von Sachsen-Coburg und Gotha (1819–1861) ⚭ 1840 Königin Victoria (1819–1901)                     | Prinz Albert von Sachsen-Coburg und Gotha (1819–1861) ⚭ 1840 Königin Victoria (1819–1901)                        | König Christian IX. von Dänemark (1818–1906) ⚭ 1842 Landgräfin Louise von Hessen (1817–1898)                                          | König Christian IX. von Dänemark (1818–1906) ⚭ 1842 Landgräfin Louise von Hessen (1817–1898)    | Alexander von Württemberg (1804–1885) ⚭ 1835 Gräfin Claudine Rhédey von Kis-Rhéde (1812–1841)          | Alexander von Württemberg (1804–1885) ⚭ 1835 Gräfin Claudine Rhédey von Kis-Rhéde (1812–1841)          | Adolphus Frederick, 1. Duke of Cambridge (1774–1850) ⚭ 1818 Landgräfin Auguste von Hessen (1797–1889)                              | Adolphus Frederick, 1. Duke of Cambridge (1774–1850) ⚭ 1818 Landgräfin Auguste von Hessen (1797–1889)               |
| Großeltern                  | König Eduard VII. (1841–1910) ⚭ Prinzessin Alexandra von Dänemark (1844–1925)                                 | König Eduard VII. (1841–1910) ⚭ Prinzessin Alexandra von Dänemark (1844–1925)                                    | König Eduard VII. (1841–1910) ⚭ Prinzessin Alexandra von Dänemark (1844–1925)                                                         | König Eduard VII. (1841–1910) ⚭ Prinzessin Alexandra von Dänemark (1844–1925)                   | Herzog Franz von Teck (1837–1900) ⚭ Prinzessin Mary Adelaide von Großbritannien und Irland (1833–1897) | Herzog Franz von Teck (1837–1900) ⚭ Prinzessin Mary Adelaide von Großbritannien und Irland (1833–1897) | Herzog Franz von Teck (1837–1900) ⚭ Prinzessin Mary Adelaide von Großbritannien und Irland (1833–1897)                             | Herzog Franz von Teck (1837–1900) ⚭ Prinzessin Mary Adelaide von Großbritannien und Irland (1833–1897)              |
| Eltern                      | König Georg V. (1865–1936) ⚭ Prinzessin Mary von Teck (1867–1953)                                             | König Georg V. (1865–1936) ⚭ Prinzessin Mary von Teck (1867–1953)                                                | König Georg V. (1865–1936) ⚭ Prinzessin Mary von Teck (1867–1953)                                                                     | König Georg V. (1865–1936) ⚭ Prinzessin Mary von Teck (1867–1953)                               | König Georg V. (1865–1936) ⚭ Prinzessin Mary von Teck (1867–1953)                                      | König Georg V. (1865–1936) ⚭ Prinzessin Mary von Teck (1867–1953)                                      | König Georg V. (1865–1936) ⚭ Prinzessin Mary von Teck (1867–1953)                                                                  | König Georg V. (1865–1936) ⚭ Prinzessin Mary von Teck (1867–1953)                                                   |
| König Georg VI. (1895–1952) | | | |                                                                                                 | | | | |

Siehe auch Stammtafel der Herrscher Großbritanniens.

## Nachkommen
| Kinder    | Königin Elisabeth II. (1926–2022) ⚭ 1947–2021 Philip, Duke of Edinburgh (1921–2021)                     | Königin Elisabeth II. (1926–2022) ⚭ 1947–2021 Philip, Duke of Edinburgh (1921–2021)                     | Königin Elisabeth II. (1926–2022) ⚭ 1947–2021 Philip, Duke of Edinburgh (1921–2021)                     | Königin Elisabeth II. (1926–2022) ⚭ 1947–2021 Philip, Duke of Edinburgh (1921–2021)                     | Königin Elisabeth II. (1926–2022) ⚭ 1947–2021 Philip, Duke of Edinburgh (1921–2021)                     | Königin Elisabeth II. (1926–2022) ⚭ 1947–2021 Philip, Duke of Edinburgh (1921–2021)       | Königin Elisabeth II. (1926–2022) ⚭ 1947–2021 Philip, Duke of Edinburgh (1921–2021)       | Königin Elisabeth II. (1926–2022) ⚭ 1947–2021 Philip, Duke of Edinburgh (1921–2021)       | Königin Elisabeth II. (1926–2022) ⚭ 1947–2021 Philip, Duke of Edinburgh (1921–2021)       | Königin Elisabeth II. (1926–2022) ⚭ 1947–2021 Philip, Duke of Edinburgh (1921–2021)       | Königin Elisabeth II. (1926–2022) ⚭ 1947–2021 Philip, Duke of Edinburgh (1921–2021) | Königin Elisabeth II. (1926–2022) ⚭ 1947–2021 Philip, Duke of Edinburgh (1921–2021) | Königin Elisabeth II. (1926–2022) ⚭ 1947–2021 Philip, Duke of Edinburgh (1921–2021) | Königin Elisabeth II. (1926–2022) ⚭ 1947–2021 Philip, Duke of Edinburgh (1921–2021) | Königin Elisabeth II. (1926–2022) ⚭ 1947–2021 Philip, Duke of Edinburgh (1921–2021) | Margaret, Countess of Snowdon (1930–2002) ⚭ 1960–1978 Antony Armstrong-Jones, 1. Earl of Snowdon (1930–2017) | Margaret, Countess of Snowdon (1930–2002) ⚭ 1960–1978 Antony Armstrong-Jones, 1. Earl of Snowdon (1930–2017) | Margaret, Countess of Snowdon (1930–2002) ⚭ 1960–1978 Antony Armstrong-Jones, 1. Earl of Snowdon (1930–2017) | Margaret, Countess of Snowdon (1930–2002) ⚭ 1960–1978 Antony Armstrong-Jones, 1. Earl of Snowdon (1930–2017) | Margaret, Countess of Snowdon (1930–2002) ⚭ 1960–1978 Antony Armstrong-Jones, 1. Earl of Snowdon (1930–2017) | Margaret, Countess of Snowdon (1930–2002) ⚭ 1960–1978 Antony Armstrong-Jones, 1. Earl of Snowdon (1930–2017) | Margaret, Countess of Snowdon (1930–2002) ⚭ 1960–1978 Antony Armstrong-Jones, 1. Earl of Snowdon (1930–2017) | Margaret, Countess of Snowdon (1930–2002) ⚭ 1960–1978 Antony Armstrong-Jones, 1. Earl of Snowdon (1930–2017) | Margaret, Countess of Snowdon (1930–2002) ⚭ 1960–1978 Antony Armstrong-Jones, 1. Earl of Snowdon (1930–2017) | Margaret, Countess of Snowdon (1930–2002) ⚭ 1960–1978 Antony Armstrong-Jones, 1. Earl of Snowdon (1930–2017) |
| Enkel     | König Charles III. (* 1948) (1) ⚭ 1981–1996 Diana Spencer (1961–1997) (2) ⚭ 2005 Camilla Shand (* 1947) | König Charles III. (* 1948) (1) ⚭ 1981–1996 Diana Spencer (1961–1997) (2) ⚭ 2005 Camilla Shand (* 1947) | König Charles III. (* 1948) (1) ⚭ 1981–1996 Diana Spencer (1961–1997) (2) ⚭ 2005 Camilla Shand (* 1947) | König Charles III. (* 1948) (1) ⚭ 1981–1996 Diana Spencer (1961–1997) (2) ⚭ 2005 Camilla Shand (* 1947) | König Charles III. (* 1948) (1) ⚭ 1981–1996 Diana Spencer (1961–1997) (2) ⚭ 2005 Camilla Shand (* 1947) | Anne (* 1950) (1) ⚭ 1973–1992 Mark Phillips (* 1948) (2) ⚭ 1992 Timothy Laurence (* 1955) | Anne (* 1950) (1) ⚭ 1973–1992 Mark Phillips (* 1948) (2) ⚭ 1992 Timothy Laurence (* 1955) | Anne (* 1950) (1) ⚭ 1973–1992 Mark Phillips (* 1948) (2) ⚭ 1992 Timothy Laurence (* 1955) | Anne (* 1950) (1) ⚭ 1973–1992 Mark Phillips (* 1948) (2) ⚭ 1992 Timothy Laurence (* 1955) | Anne (* 1950) (1) ⚭ 1973–1992 Mark Phillips (* 1948) (2) ⚭ 1992 Timothy Laurence (* 1955) | Andrew (* 1960) ⚭ 1986–1996 Sarah Ferguson (* 1959)                                 | Andrew (* 1960) ⚭ 1986–1996 Sarah Ferguson (* 1959)                                 | Andrew (* 1960) ⚭ 1986–1996 Sarah Ferguson (* 1959)                                 | Edward (* 1964) ⚭ 1999 Sophie Rhys-Jones (* 1965)                                   | Edward (* 1964) ⚭ 1999 Sophie Rhys-Jones (* 1965)                                   | David Armstrong-Jones, Viscount Linley (* 1961) ⚭ 1993 Serena Stanhope (* 1970)                              | David Armstrong-Jones, Viscount Linley (* 1961) ⚭ 1993 Serena Stanhope (* 1970)                              | David Armstrong-Jones, Viscount Linley (* 1961) ⚭ 1993 Serena Stanhope (* 1970)                              | David Armstrong-Jones, Viscount Linley (* 1961) ⚭ 1993 Serena Stanhope (* 1970)                              | Sarah Armstrong-Jones (* 1964) ⚭ 1994 Daniel Chatto (* 1957)                                                 | Sarah Armstrong-Jones (* 1964) ⚭ 1994 Daniel Chatto (* 1957)                                                 | Sarah Armstrong-Jones (* 1964) ⚭ 1994 Daniel Chatto (* 1957)                                                 | Sarah Armstrong-Jones (* 1964) ⚭ 1994 Daniel Chatto (* 1957)                                                 | | |
| Urenkel   | (aus 1) William (* 1982) ⚭ 2011 Catherine Middleton (* 1982)                                            | (aus 1) William (* 1982) ⚭ 2011 Catherine Middleton (* 1982)                                            | (aus 1) William (* 1982) ⚭ 2011 Catherine Middleton (* 1982)                                            | (aus 1) Harry (* 1984) ⚭ 2018 Meghan Markle (* 1981)                                                    | (aus 1) Harry (* 1984) ⚭ 2018 Meghan Markle (* 1981)                                                    | (aus 1) Peter Phillips (* 1977) ⚭ 2008–2021 Autumn Kelly (* 1978)                         | (aus 1) Peter Phillips (* 1977) ⚭ 2008–2021 Autumn Kelly (* 1978)                         | (aus 1) Zara Phillips (* 1981) ⚭ 2011 Mike Tindall (* 1978)                               | (aus 1) Zara Phillips (* 1981) ⚭ 2011 Mike Tindall (* 1978)                               | (aus 1) Zara Phillips (* 1981) ⚭ 2011 Mike Tindall (* 1978)                               | Beatrice (* 1988) ⚭ 2020 Edoardo Mapelli Mozzi (* 1983)                             | Eugenie (* 1990) ⚭ 2018 Jack Brooksbank (* 1986)                                    | Eugenie (* 1990) ⚭ 2018 Jack Brooksbank (* 1986)                                    | Louise (* 2003)                                                                     | James (* 2007)                                                                      | Charles Armstrong-Jones (* 1999)                                                                             | Charles Armstrong-Jones (* 1999)                                                                             | Margarita Armstrong-Jones (* 2002)                                                                           | Margarita Armstrong-Jones (* 2002)                                                                           | Samuel Chatto (* 1996)                                                                                       | Samuel Chatto (* 1996)                                                                                       | Arthur Chatto (* 1999)                                                                                       | Arthur Chatto (* 1999)                                                                                       | | |
| Ururenkel | George (* 2013)                                                                                         | Charlotte (* 2015)                                                                                      | Louis (* 2018)                                                                                          | Archie (* 2019)                                                                                         | Lilibet (* 2021)                                                                                        | Savannah Phillips (* 2010)                                                                | Isla Phillips (* 2012)                                                                    | Mia Tindall (* 2014)                                                                      | Lena Tindall (* 2018)                                                                     | Lucas Tindall (* 2021)                                                                    | Sienna Mapelli Mozzi (* 2021) Athena Mapelli Mozzi (* 2025)                         | August Brooksbank (* 2021)                                                          | Ernest Brooksbank (* 2023)                                                          |                                                                                     |                                                                                     | | | | | | | | | | |

## Verfilmungen
- 2010: Der Film The King’s Speech von Tom Hooper verarbeitet den Werdegang von Georg VI. vom selbstzweifelnden Stotterer zum würdevollen Staatsoberhaupt, das Großbritannien und den damaligen Kolonien in der Zeit des Zweiten Weltkriegs Mut zusprechen musste. Colin Firth spielt die Rolle Georgs VI. Der Film zeigt unter anderem die Radioansprache vom 3. September 1939 zum Kriegseintritt des British Empire und ihre Vorgeschichte. The King's Speech wurde für zwölf Oscars nominiert und am 27. Februar 2011 als „bester Film“ ausgezeichnet. Colin Firth erhielt den Oscar als „bester Hauptdarsteller“; außerdem gewann der Film die Oscars für die „beste Regie“ (Tom Hooper) und das „beste Original-Drehbuch“.
- 2012: Im Film Hyde Park am Hudson  von Roger Michell wird gezeigt, wie Georg VI. im Jahr 1939 Franklin D. Roosevelt besucht und die Vereinigten Staaten als Bündnispartner in dem sich abzeichnenden Konflikt mit dem Deutschen Reich zu gewinnen versucht. Die Rolle König Georgs VI. spielt Samuel West.
- 2016: In der Netflix-Serie The Crown wird Georg VI. von Jared Harris dargestellt.
- 2017: In dem Film Die dunkelste Stunde wird Georg VI. von Ben Mendelsohn gespielt.